# Tubar
Tubar (Tubare, Tubaris, Tuvalim), Taracahitian (Mason i Johnson) ili Piman (Hodge) pleme iz sjevernog Meksika (Chihuahua), danas gotovo potpuno meksikanizirani. Njihova sela bila su, ili su još, Concepción, San Andrés, San Ignacio, San Miguel i možda Loreto. Etničkih ih je preostalo oko 100 (1970), a njihov jezik, član porodice Juto-Asteci, je izumro. Bili su veoma ratoborni i u neprijateljstvu s Tarahumarama. Tubari su opisani kao napredan narod, koji je sam izrađivao svoju [odjeća|odjeću].